# Taracticus octopunctatus
Taracticus octopunctatus är en tvåvingeart som först beskrevs av Thomas Say 1823.  I den svenska databasen Dyntaxa används istället namnet Dioctria rufipes. Enligt Catalogue of Life ingår Taracticus octopunctatus i släktet Taracticus och familjen rovflugor, men enligt Dyntaxa är tillhörigheten istället släktet Dioctria och familjen rovflugor. Arten är reproducerande i Sverige. Inga underarter finns listade i Catalogue of Life.